# Золото Ямаситы

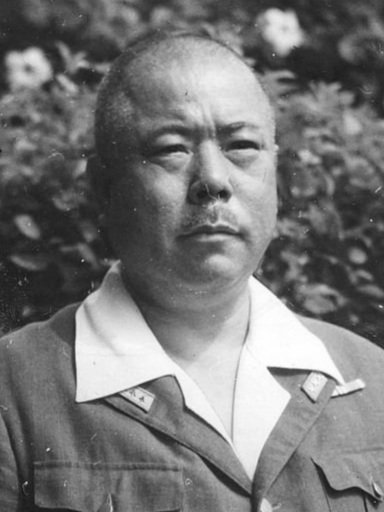
Томоюки Ямасита, 1945

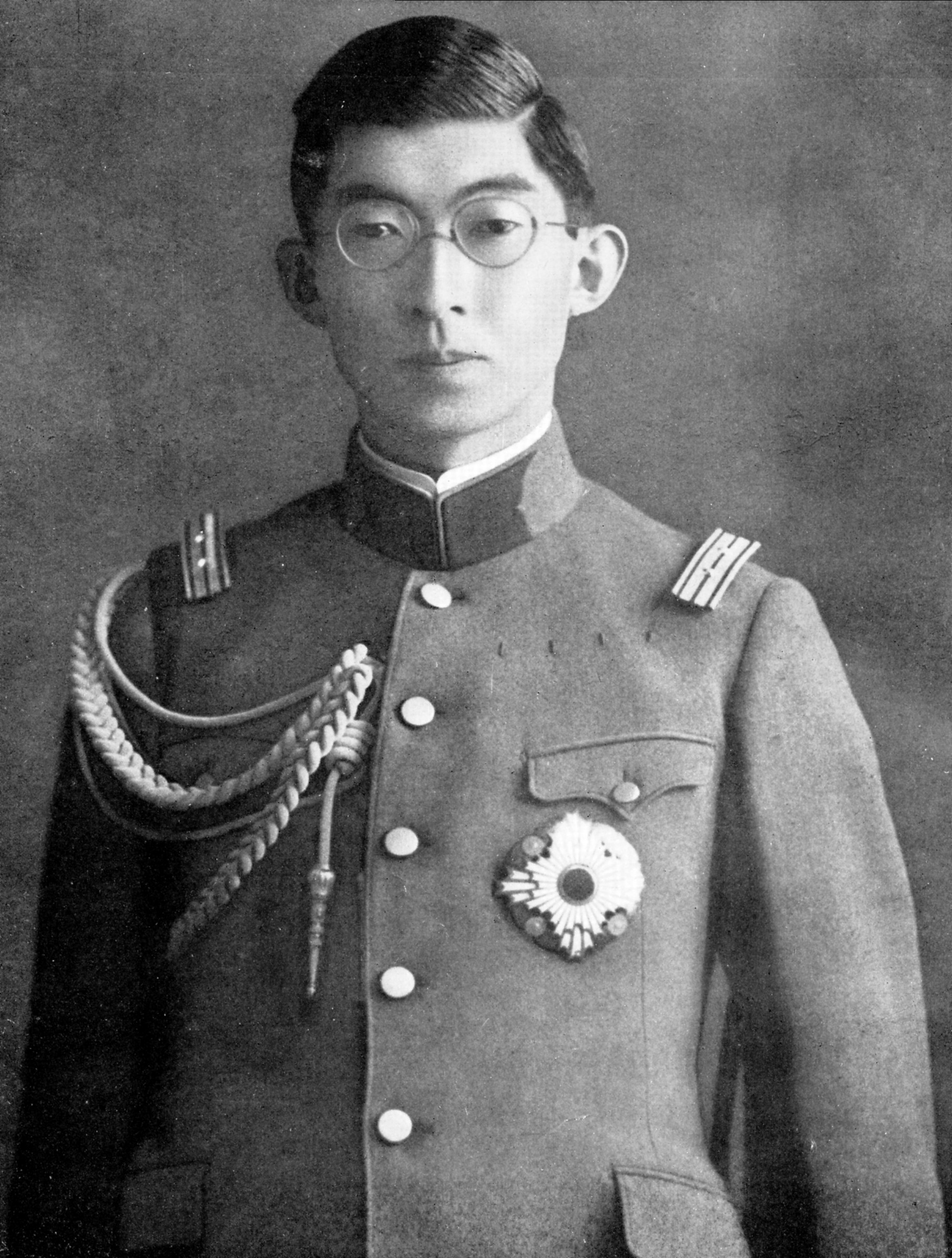
Принц Ясухито Титибу

Золото Ямаситы, также сокровища Ямаситы — названия предположительно награбленных японской армией в Юго-Восточной Азии во время Второй мировой войны ценностей, которые затем были спрятаны в пещерах, тоннелях и подземных комплексах на Филиппинах. Сокровище названо по имени японского генерала Томоюки Ямасита, известного под прозвищем «Малайский Тигр», который в 1944 принял командование японскими войсками на Филиппинах. Мнение, что клад до сих пор спрятан на Филиппинах, привлекает охотников за сокровищами со всего мира уже более пятидесяти лет,[уточнить] хотя большинство экспертов опровергает его существование. Сокровища стали темой сложного судебного разбирательства в суде штата Гавайи в 1988 году, сторонами в котором выступили филиппинский охотник за сокровищами Рогелио Роксас и бывший президент Филиппин Фердинанд Маркос.

## Разграбление и предполагаемое сокрытие
Наиболее известными сторонниками теории о существовании золота Ямаситы являются Стерлинг Сигрейв и Пегги Сигрейв, написавшие две книги по этой теме: «Династия Ямато: Секретная история японской императорской семьи» (2000) и «Золотые воины: Секретная добыча Америкой золота Ямаситы» (2003). Сигрейвы утверждают, что разграбление было организовано как представителями якудза, в частности Ёсио Кодама, так и высшими слоями японского общества, в том числе Императором Хирохито. Правительство Японии намеревалось за счёт средств, изъятых в Юго-Восточной Азии, профинансировать свою военную кампанию. Сигрейвы утверждают, что Хирохито с этой целью назначил своего брата, принца Ясухито Титибу, главой секретной организации под названием Кин но юри («Золотая лилия»). Предполагается, что многие из тех, кто знал местонахождение сокровища, были убиты во время войны или позже приговорены Союзниками за военные преступления к смертной казни или тюремному заключению. Сам Ямасита был приговорён за военные преступления к смертной казни, приговор был исполнен армией США 23 февраля 1946 года.
Сообщается, что украденное имущество включало в себя множество видов ценностей из банков, депозитариев, других коммерческих помещений, музеев, частных домов и культовых сооружений.
Согласно различным сообщениям, награбленные ценности сначала были собраны в Сингапуре и затем были перемещены на Филиппины. Японцы надеялись перевезти сокровища с Филиппин на Японские острова после окончания войны. Во время войны в Тихом океане американские подводные лодки и самолёты войск антигитлеровской коалиции потопили значительное число японских торговых кораблей. Некоторые корабли, перевозившие военные трофеи назад в Японию, затонули.
Сигрейвы и некоторые другие утверждают, что работник американской военной разведки Эдвард Лансдэйл обнаружил местоположение большой части награбленного. Они пришли к заключению, что он сотрудничал с Хирохито и другими важными личностями с целью сокрыть существование клада, и использовал его с для финансирования секретных операций разведки США во время Холодной войны. Эти слухи вдохновили многих охотников за сокровищами, но большинство экспертов филиппинских историков говорят, что за этими утверждениями нет никаких убедительных доказательств.
В 1992 Имельда Маркос заявила, что золото Ямаситы является основной частью состояния её мужа, Фердинанда Маркоса
Многие энтузиасты, как филиппинцы, так и зарубежные, продолжают искать места захоронения. Известно о некотором количестве погибших и пострадавших в результате несчастных случаев, а также финансовых потерях, которые понесли охотники за сокровищами.
C 1995 года контроль за геологическими разработками осуществляет Бюро шахт и геологических наук Департамента Природных ресурсов Филиппин.

## Скептики идеи о существовании сокровища
Профессор Филиппинского университета Рикардо Джозе ставит под сомнение теорию, что сокровище из континентальной Юго-Восточной Азии было перевезено на Филиппины: «К 1943 году японцы больше не контролировали эти моря… Нет смысла привозить сюда что-либо настолько ценное, когда понимаешь, что американцы всё равно его отберут. Рациональнее было бы отправить его на Тайвань или в Китай»
Глава Национального института истории Филиппин и историк Амбет Окампо прокомментировал: «Два мифа о сокровищах, с которыми я обычно сталкиваюсь, это легенда о сокровище Ямаситы и слухи, что состояние Коджуангко было найдено в денежном мешке…». Окампо заметил: «На протяжении последних 50 лет многие люди, как филиппинцы, так и иностранцы, тратят свои деньги, время и энергию на поиск неуловимого сокровища Ямаситы…<..> Но меня заставляет задуматься, что за последние 50 лет, несмотря на всех этих охотников за сокровищем, их карты, устные свидетельства и усовершенствованные металл-детекторы, никто ничего не нашёл.»

## Судебное дело Рогелио Роксаса
В марте 1988 года филиппинский охотник за сокровищами по имени Рогелио Роксас подал иск в штате Гавайи против бывшего президента Филиппин, Фердинанда Маркоса и его супруги Имельды Маркос, обвиняя их в краже и нарушении прав человека. Роксас заявил, что в 1961 году в городе Багио он встретил сына бывшего члена японской армии, который составил карту местонахождения легендарного Сокровища Ямаситы. Роксас также упомянул другого мужчину, служившего во время Второй мировой войны переводчиком Ямаситы и рассказавшего ему о посещении подземной пещеры, где хранилось золото и серебро, и о золотом будде, расположенном в монастыре неподалёку от пещеры. Роксас заявил, что на протяжении следующих нескольких лет он сформировал группу искателей сокровища, и получил разрешение от родственника Фердинанда, Джудге Пио Маркоса.
По заявлению Роксаса, в 1971 году он и его группа обнаружили закрытое помещение неподалёку от Багио, где были найдены штыки, катаны, радио и человеческие останки, одетых в японскую военную форму, 3-футовая (0.91 м) статуя Будды и многочисленные ящики, заполнявшие площадь около 6 фт × 6 фт × 35 фт. Он заявил, что открыл только один из ящиков, который был заполнен золотыми слитками. Роксас забрал статую золотого Будду, весившего, по его оценке, около 1000 кг, и один ящик с 24 золотыми слитками, которые спрятал у себя дома. Помещение было заново опечатано с целью сохранить содержимое до тех пор, пока Роксас сможет организовать извлечение оставшихся ящиков, заполненных, по его мнению, золотыми слитками. Роксас продал семь золотых слитков и занимался поиском покупателей для золотого Будды. Два частных лица изучили металл, из которого сделана статуя Будды, и, по словам Роксаса, сообщили, что она изготовлена из цельного 20-каратного золота. Вскоре президент Фердинандо Маркос узнал о находке Роксаса, приказал арестовать и избить его, а Будду и оставшееся золото изъять. Роксас утверждал, что в ответ на его требования вернуть отобранное имущество, Фердинанд продолжил угрозы и в конечном итоге заключил в тюрьму на срок более года.
В 1986 году Фердинандо Маркос покинул пост президента, в 1988 году Роксас и Корпорация Золотой Будда, которой теперь принадлежали права на сокровище, якобы украденное у Роксаса, подали судебный иск против Фердинанда и его супруги Имельды в суде штата Гавайи, требуя возмещения убытков, причиненных кражей и сопутствующим нарушения прав человека. Роксас умер накануне судебного заседания, но перед своей смертью он дал свидетельские показания, использованные впоследствии как доказательство. В 1996 году Роксас и Корпорация Золотого Будды выиграли суд на сумму 22 миллиарда долларов США, которая за счёт процентов была увеличена до 40,5 миллиардов и составила на тот момент наибольшую присуждённую судом сумму. В 1998 году Верховный суд штата Гавайи установил, что есть достаточно доказательств в поддержку вывода присяжных, что Роксас нашёл золото, и что Маркос присвоил его, однако суд счёл требование о компенсации суммы ущерба в размере 22 миллиардов долларов за помещение полное золота спекулятивным, поскольку нет доказательств ни качества, ни количества имущества, и постановил провести новое разбирательство по делу, ограничив сумму иска стоимостью золотого Будды и 17 слитков золота. После ещё нескольких лет судебных разбирательств Корпорация Золотого Будды получила окончательное решение в отношении Имельды Маркос о размере её доли в имуществе мужа, а именно 13 275 848,37 долларов, Роксасу были присуждены 6 миллионов долларов в качестве компенсации за нарушение прав человека.
Решением суда было установлено, что Роксас нашёл сокровище. Гавайский суд не был обязан определять, является ли найденное сокровище легендарным золотом Ямаситы, но свидетельские показания, на которые ссылается суд при принятии своего решения, указывают в этом направлении. Роксас якобы следовал карте сына японского солдата и основывался на указаниях, данных переводчиком Ямаситы, помимо прочего в помещении Роксас нашел катаны и останки мёртвых японских солдат. На основании этого Апелляционный суд девятого округа США объединил материалы по делу Роксоса и пришёл к окончательному выводу, который гласит: «Сокровище Ямаситы было найдено Роксасом и украдено у Роксаса людьми Маркоса».

## В поп-культуре
- Золото Ямаситы, хотя и не упомянутое под этим названием, играет большую роль в сюжете «Криптономикона» Нила Стивенсона.
- Обнаружение золота Ямаситы в Сингапуре является частью сюжета художественного романа «Год тигра» Девида Миллера, опубликованного в 2012 году.
- В 2001 году в Филиппинах был выпущен фильм о предполагаемом сокровище «Yamashita: The Tiger's Treasure» (режиссёр Чито С. Роньё).[15] В нём рассказывается история бывшего филиппинского военнопленного и его внуке, который разрывается между тайными агентами и коррумпированным бывшим японским солдатом, интересуеющимя спрятанным награбленным имуществом. Дед является единственным человеком, знающим местонахождение спрятанного сокровища.
- Эпизод из американского сериала Unsolved Mysteries, впервые показанного на American TV 27 января 1993, обсуждал судьбу награбленных ценностей, которые предположительно накопил генерал Ямасита.
- Последняя часть консольной игры Medal of Honor: Rising Sun концентрируется вокруг этого золота.
- Золото Ямаситы является частью сюжета романа Клайва Касслера Дракон.
- В пьесе Дункана Пфлестера Ore, or Or золото Ямаситы используется в качестве метафоры обозначающей любовную жизнь современных персонажей, один из которых пытается определить, является ли ящик золотых статуэток, найденных на Филиппинах, частью запасов Ямаситы.
- Тайна карты Ямаситы (2007) — роман, написанный Джеймсом МакКензи, рассказывает историю о группе охотников за сокровищами, которые отправляются на поиски золота Ямаситы.
- В 2010 Singapore’s Media, Mediacorp показывала телепередачу Yamashita’s Treasure.
- Золото Ямаситы является важным элементом сюжета фильма ужаса Подземелье мертвых (2013), триллера, действие которого разворачивается на отдалённом индонезийском острове.
- В биографическом романе о Тан Тван Энге Сад вечерних туманов (2012) сюжет основывается на плане императора Японии «Золотая лилия», операции по сбору золота Ямаситы.